# Alsóörs–Veszprém-vasútvonal
…soha vasút olyan általánosan országos örömet nem okozott még, mint a Balaton-parti vasút…
A 11-es számú Alsóörs–Veszprém vasútvonal  22 km hosszú vasútvonal volt a Dunántúlon. 1909-ben építtette Veszprém városa a város és a Balaton áru- és személyforgalmának megkönnyítésére. Megszűnése előtt a mai 11-es számú Győr–Veszprém-vasútvonal részeként üzemelt, közvetlen vonatok is indultak Győrből a Balaton partjára. Megszüntetését gazdaságtalanságra hivatkozva az 1968-as közlekedéspolitikai koncepció rendelte el: 1969-ben megszüntették a Meggyespuszta-Alsóörs szakaszt, majd 1972-ben a megmaradt Veszprém-Meggyespuszta szakaszt is. A pályát 1974-ben végleg felbontották, ma csak pár száz méter emlékeztet a veszprémi vasútállomásnál, a Veszprém belvárosa felé kanyarodó rövidke szakasz.

## A vasút előzményei
1881-ben sokan javasolták egy lóvasút megépítését a Veszprém és Balatonfüred közötti közlekedés megoldására. A filoxéravész kitörésétől kezdve a vasút terve szorosan kapcsolódott a Balaton-felvidéki nép nyomorának csökkentése érdekében. Kompolthy Tivadar 1885-ben megjelent "A Balatonmellék népeiért" című vezércikkében javasolta, hogy a "gőztramway" ügyét az alispánok közigazgatási úton mozdítsák elő. Óvári Ferenc 1892-ben elmondott parlamenti szűzbeszédében a filoxéravész miatt kilátástalan helyzetbe került kivándorlásra ítélt Balaton melléki nép helyzetén való javítást éppen egy jó közlekedési politikában látta. A tapolcai, nagyvázsonyi és veszprémi választókerületek országgyűlési képviselői (Csigó Pál, Óvári Ferenc és Szabó Imre) 1893. február 15-én memorandumot intéztek a miniszterelnökhöz, melyben a filoxéravész miatt szükségessé vált szőlőfelújítások támogatására tett javaslataikat a Balaton-parti vasút kiépítésének szükségességével zárták.

### A balatonfüredi tanácskozás
1894. augusztus 12-én Balatonfüreden a Balaton-parti vasút ügyében Óvári Ferenc és Véghely Dezső javaslatára kimondták, hogy a vonalat Veszprémtől, Szentkirályszabadja, Almádi és Vörösberény érintésével a Balaton-parton haladva egészen Keszthelyig kell megépíteni. Az értekezleten elfogadott javaslat megvalósítására 200 tagú végrehajtó bizottságot választottak Véghely Dezső Veszprém vármegyei és Cserán Károly Zala vármegyei alispán elnökletével.

### Tervek a vasútvonalra
A kereskedelemügyi miniszter 1895-ben egy esztendőre előmunkálati engedély adott Óvári Ferenc és Szabó Imre országgyűlési képviselők részére a Veszprém állomástól Kővágóörsig, innen vagy Káptalantóti vagy pedig Badacsonytomaj érintésével Badacsonytördemicig, innen Keszthely állomásig, továbbá Szentkirályszabadjától Vörösberényen át Almádiig vezető helyiérdekű, gőzvontatású vasútvonalra.
Ugyanekkor egy másik társaság előmunkálati engedélyt kapott a Budapesttől Horvátország határáig terjedő vonalra, amelyik Budapest, Székesfehérvár, Berhida, Vilonya, Veszprém, Kövesd, Balatonfüred, Badacsonytomaj, Keszthelyen keresztül vezetett volna. A terv szerint a vonat menetideje Budapesttől Veszprémig 58, Balatonfüredig 70 perc lett volna. A vonalon a villamosvontatást is bevezették volna.
1897-ben született egy másik terv, mely szerint Veszprémből Almádin keresztül Balatonfüredre helyiérdekű villamos vasút vezetett volna, a közlekedésügyi miniszter azonban megtagadta az előmunkálati engedély kiadását. Újabb engedélyt kapott 1898-ban Köves Jenő, ifj. Perczel Sándor és Suly László a Veszprém állomástól kiinduló, Szentkirályszabadját, Vörösberényt és Almádit érintő vasútra, mely aztán a part mentén Balatonfüreden át Keszthelyig vezetett volna. 1898-tól a sajtóban egyre sűrűbben jelentek meg a készülő vasútvonalról készült írások. Ugyanennek az évnek az elején végrehajtóbizottságot választottak. Augusztus 6-án a birtokosok értekezletet tartottak Óvári Ferenc elnökletével, melyen a birtokosok mintegy 2000 forintnyi törzsrészvényt jegyeztek, majd a gyűjtést folytatva nemsokára több mint 5000 forintra nőtt a jegyzés összege.

## Az Alsóörs–Veszprém vasútvonal megépítése

### Tervezés
1899-ben kezdődtek meg az előkészületek az építéshez. Balatonalmádiban a Vödör-völgytől Veszprémig, majd a Vödör-völgytől Balatonfüredig folytatták a mérési munkálatokat, s az elkészült Veszprém–Balatonfüred vonal mérnöki terveit a kereskedelemügyi miniszterhez benyújtották. A vasút, tekintettel arra, hogy a villamosvontatás drága, és fejletlen volt, a gőzvontatás pedig nehézkes, "automobil" (motorkocsi) kocsikra lett tervezve.
1903. március 26-án Balatonalmádiban tárgyalták a Szentkirályszabadját, Alsóörsöt és Balatonalmádit érintő kérdéseket. A vasútvonal tervezőinek a Balaton-parton 103, Szentkirályszabadjánál 286, Veszprémben pedig 266 méter tengerszint feletti magassággal kellett számolniuk. A Malom-völgyi meredek vonalvezetés miatt főként személyforgalommal számoltak, motoros vontatással. Ezt a korábban egyszer már elfogadott tervet a vasút illetékesei átvizsgálták és elvetették, ezért más megoldást kellett találni. A Vödör-völgyi vonalvezetésre több variánst dolgoztak ki.
Nehézséget jelentett az Almádi állomás elhelyezése, vagy nagy magasságban a hegyoldalon kellett elhelyezni, a központtól távol, vagy a mai Káptalanfüredi megálló helyén, a község, de még a megye határain is kívül. Az Óvári által javasolt útvonal Szentkirályszabadjától a vörösberényi erdőn át vezetett volna a fürdő előtti részre. Ez szolgálta volna legjobban az almádi fürdőhöz való közlekedést. Létezett egy olyan elgondolás is, mely szerint a vasút Szentkirályszabadjától kelet felé kanyarodva Balatonfűzfőnél érte volna el a partot. Végeredményben a vasút megépítését a Veszprém–Almádi szakaszon drágábbnak ítélték mint a pálya további, Tapolca felé vezető szakaszán.

### A kisajátítások
A vasút céljára megkezdődtek a kisajátítások, amelyek még a vasút megépítése után is folytak. A káptalan 1900. február 17-én határozott arról, hogy 200 forintos katasztrális holdankénti áron hajlandó eladni a birtokából a vasúti pálya céljára kisajátítandó hét katasztrális holdnyi területet. Mindezek ellenére a vasút építése a tervezett időpontban, 1906 őszén sem kezdődött meg. Almádi érdeke azt kívánta, hogy minél hamarabb épüljön meg a vasút, ezért 1906. november 2-án a községi képviselő-testület 10 ezer koronát szavazott meg a Balaton-parti vasút építésére, azzal a kikötéssel, hogy 1907-ben megkezdik az építést. A vasút építését nem műszaki, vagy anyagi problémák akadályozták, hanem az érintett települések érdekellentétei.

### Érdekellentétek
A veszprémiek 1906-ban a Budapest–Székesfehérvár–Veszprém–Almádi–Tapolca vonalat favorizálták, mely Veszprém és Almádi között megteremtette volna a vasúti összeköttetést, ezzel szemben a zalaiak a Budapest-Székesfehérvár-Tapolca vonalat részesítették előnyben, mely segítségével el tudtak volna jutni Budapestre Veszprém érintése nélkül. A kormány végül a Börgönd–Polgárdi–Kenese–Almádi irányú vonalra tette le a voksát, mire a veszprémiek vissza akarták vonni a támogatásukat. Óvári Ferencnek és Rainprecht Antalnak kellett őket meggyőzni arról, hogy ne lépjenek vissza, hanem építsék meg a Veszprém–Almádi-vonalat is a Székesfehérvár–Tapolca-vonal mellékvonalaként.

### A törvény
| „ 1. § A Fehér és Tolna vármegyei helyi érdekü vasutak Börgönd állomásából kiágazólag, a cs. kir. szab. déli vaspálya Szabad-Battyán állomásán, Polgárdi községen, Kenesén, Almádin, Alsó-Őrsön, Balatonfüreden és Badacsonyon át a dunántuli helyi érdekü vasutak Tapolcza állomásáig, továbbá ezen vonalból Alsó-Őrs és Almádi között kiágazólag a győr-veszprém-dombovári helyi érdekü vasut Veszprém állomásáig vezetendő gőzmozdonyu vasutvonalak az ezen törvény kihirdetésétől számitott két év alatt államköltségen kiépitendők. ” – 1907. évi XX. törvénycikk a balaton-vidéki vasút megépitéséről (részlet) |

Kossuth Ferenc kereskedelemügyi miniszter a Balaton-parti vasút kiépítéséről szóló törvényjavaslatot, amelynek a parlamenti közlekedési bizottságában Óvári Ferenc volt az előadója, 1907. február közepén benyújtotta a parlamentben. A törvénytervezet indoklásában Kossuth Ferenc a Balaton-parti lakosságot sújtó filoxéravészre, a gazdasági stagnálásra hivatkozott, s arra, hogy a kőbányák és a fürdőhelyek forgalmának fellendítése miatt van szükség a vasút megépítésére. Miután a képviselőház és a főrendiház is megszavazta, a király szentesítette a Balaton vidéki vasút megépítéséről szóló 1907. évi XX. törvénycikket. Veszprémben nagy ünneplésben részesítették Óvárit, akinek a vasút kiharcolásában kimagasló érdemei voltak.

### Az építés kezdete
A pálya kitűzése után megindult az építkezés: az almádi szakaszon már 1907. október 15-én, a szüret után megkezdték a töltések építését. Az építkezések idején is folytatódtak a viták, főleg a Veszprém városi szakaszon a felüljáró létesítése miatt, az almádi szakaszon pedig a két vonal csatlakozása, illetve az állomás elhelyezése miatt. Végül a hegyoldalon épített állomások és a megyehatáron kívüli csatlakozás valósult meg. A vasútépítést nagy figyelem kísérte mind a lakosság, mind a sajtó részéről. Utóbbi sokat foglalkozott a technikai részletekkel.

### A technikai részletek
Nyáron 3000 főt meghaladta a munkáslétszám, 92%-uk magyarországi volt, ellenben 8%-uk, a kőfejtő, robbantó és alagútépítő munkások a monarchia más országaiból jöttek. A két vonalon 33 megállóhelyet és állomásépületet, 3000 vízátereszt, Veszprémben 28 méter hosszúság viaduktot kellett építeni. Az Alsóörs-Veszprém vonal építéséhez mindössze hét hónapra volt szükség.

### A megnyitás
1908. szeptember végén végighaladt rajta az első vonat. A vasút megnyitására több időpontot tűztek ki a hírlapokban, végül 1909. július 8-án megtörtént az ünnepélyes avatás és másnap megkezdődött a menetrend szerinti forgalom. Minden állomáson zászlódísz és ünneplőbe öltözött lelkes sokaság fogadta a magyar kormány képvíselőivel végigrobogó első vonatot. A megnyitóra az egyik küldöttség Szterényi József államtitkár vezetésével Budapestről nyolc óra körül indult. Óvári Ferenc Börgöndön csatlakozott hozzájuk. A veszprémi belső állomásról is indult egy vonat fél 12-kor, melyet Szeglethy György veszprémi polgármester vezetett. A két vonat Balatonalmádiban találkozott, Óvári Kálmán, Óvári Ferenc fia, üdvözölte az államtitkárt, majd Szeglethy György mondott köszönetet a kormánynak a veszprém-alsóörsi szárnyvonal megépítéséért. Az alsóörsi és balatonfüredi megálló után Tapolcára ment a különvonat.

## Működése
A vonal áthaladt Veszprémen, így  Veszprém külvárosainak megoldotta az utazását Veszprém belvárosába, valamit a Balaton környéki települések lakói is könnyen feljutottak Veszprémbe. Idegenforgalmi szempontból is igen fontossá vált, tekintettel arra, hogy Északnyugat-Magyarországnak lehetővé tette a gyors eljutást a Balaton partjára. A vonal az 1968-as közlekedéspolitikai koncepció áldozatának tekinthető, kis forgalmára hivatkozva szüntették meg. 1969-ben felszámolták a Meggyespuszta-Alsóörs szakaszt, majd 1972-ben a Veszprém-Meggyespuszta szakaszt is.

## Megszüntetése

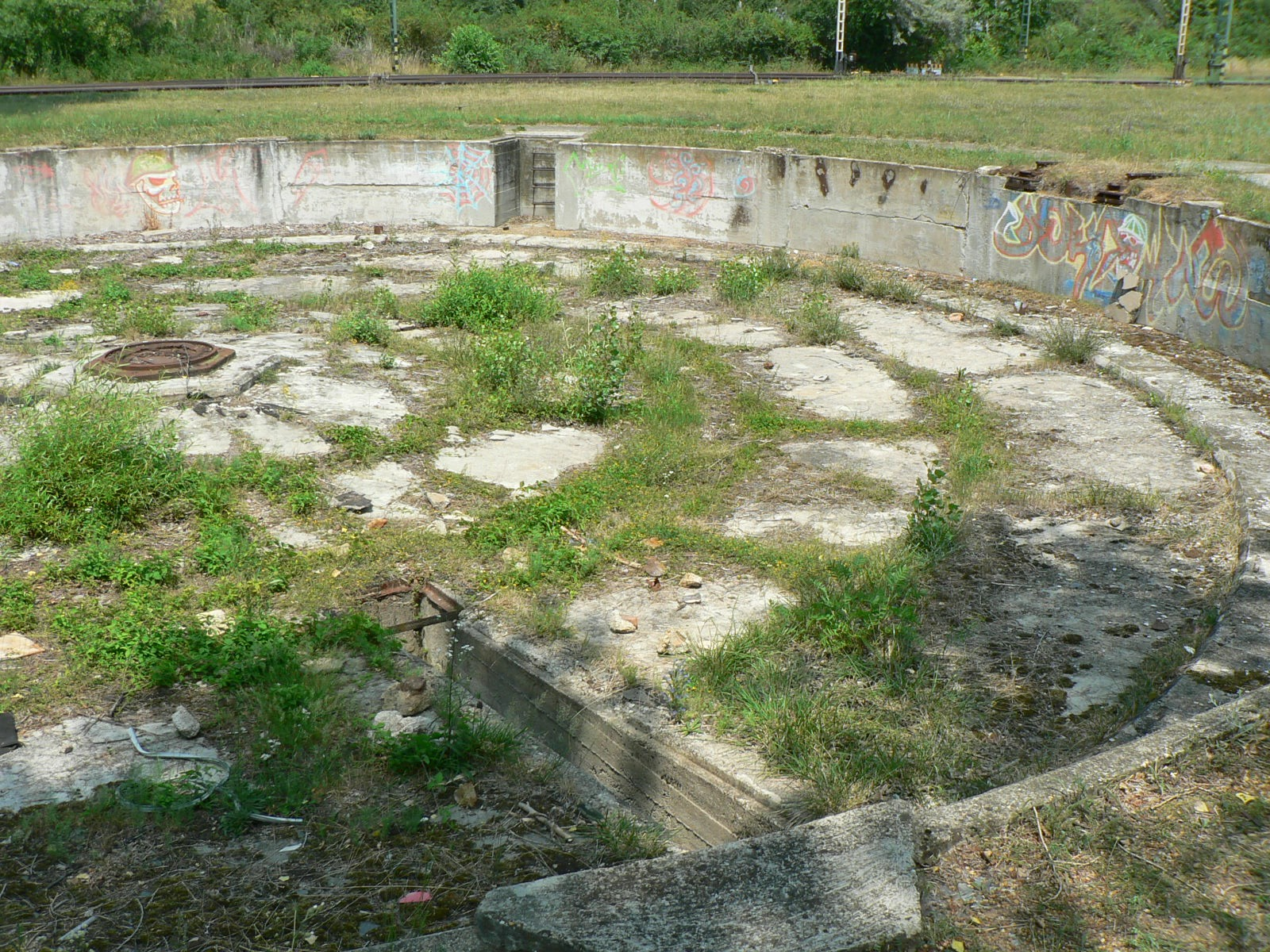
Az egykori alsóörsi fordítókorong helye

1966-ban a vasutat olyan sokan használták, hogy négytengelyes kocsikat kellett bevetni, és a vontatást is kezdték az M44-es mozdonyok átvenni. Noha régóta élő városi legenda, hogy a vonal felszámolását eldöntő utasszámlálás pont egy rendkívül esős napon történt, valójában nem ismert olyan forrás, ami ezt igazolná. Valószínűsíthető, hogy a vonal felszámolását részben az alacsony áruforgalom, részben pedig a veszprémi belső szakaszhoz kapcsolódó városrendezési problémák okozták: a mai Budapest utat keresztező volt felüljáró a főút nyomvonalának kiegyenesítését akadályozta, míg a vasútállomás és Jutas közti szakasz az ott tervezett lakótelep-építések (a mai Jutasi úti lakótelep) számára jelentettek akadályt. Megszüntetését az 1968-as közlekedéspolitikai koncepció rendelte el, a döntést követően elkészített gazdaságossági vizsgálat során öt májusi nap utasforgalmi felmérésére került sor, a nyári forgalmat ebből becsülték, azzal a kiegészítéssel, hogy részletes nyári felmérés készítése szükséges – amire azonban nem került sor, hiszen a döntés ettől függetlenül megszületett már. 1969-ben megszüntették az Alsóörs-Meggyespuszta közötti szakaszt, majd 1972-ben a Meggyespuszta-Veszprém szakaszt. A vonal forgalmát autóbusz vette át. 1970-ben hivatalos ünnepség kereteiben indították el a 73-as úton közlekedő új járatokat.

## Nyomvonal
A vonal Veszprémtől a mai veszprémi vasútállomástól indult (akkor Veszprém-külső volt a neve), innen 3 km-en keresztül Veszprém belvárosa felé ment, majd elérte Veszprém állomást. Az állomás a mai Veszprém Pláza mellett volt, az épület ma is megvan. Innen 3 kilométerre volt Veszprém Ipartelepek megállóhely, mely után a vonal egyenesen haladva elhagyta Veszprém város lakott területét. Miután kiért Veszprémből, egy iparvágány ágazott ki a Videoton veszprémi telephelyéhez (ez az 1950-es években épült meg). A nyílt vonali kiágazás után Meggyespuszta megállóhely következett, melynek közlekedését a vasút megszűnése óta csak a mintegy 800 méterre fekvő autóbusz-megálló biztosítja.
Meggyespuszta után az egykori vonalat követve Szentkirályszabadja állomáshoz érünk, ahol keresztezésre is volt lehetőség. Mivel az állomás nagyon távol épült a településtől, a lakók már az ’50-es években átpártoltak az autóbuszra. Az állomás után, Vödörvölgynél pályaőrház állt, ami ma vadászházként üzemel. A vasút töltése ezen a szakaszon megmaradt és felismerhető, kerékpárút épült a nyomvonalon. A vonal innentől bemegy az erdőbe, majd az erdőből kiérve volt található a Remete-völgyi megállóhely. A vasút innen továbbhaladt Balatonalmádin keresztül, áthaladt egy vörös homokkőből épült hídon, majd megállt Öreghegy megállóhelynél. Innen a mai Töltés utcán, valamint a Vécsey utcán haladt a vasút, ezután rátért a mai Szabadságkilátó utcára, majd áthaladt a 71-es főút felett. Ezek után leereszkedett a ma is üzemelő, Káptalanfüred megállóhelyhez. Onnét a mai 29-es vonallal együtt futott a vágánya, mígnem elérkezett végállomásához, Alsóörshöz, ahol a fűtőházak is álltak.

## Ma
A vasútból sok ipari műemlék maradt meg az utókor számára, kiemelkedik ezek közül az Alsóörsön épített, majd a vasútvonal bezárásával használaton kívül került fordítókorong. Bár magát a korongot elvitték az állomásról, de annak medencéje még ma is megvan, mint ahogy az irányító egységek is. A mai Káptalanfüred állomáson is látszik még, hogy régen a maitól eltérő, szigetperonos kialakítású volt. A híd, melyen a vasút átment a 71-es számú főút felett, eltűnt, ám annak északi pillérje szintén a mai napig megvan (a déli pillér helyén a 2000-es évek első felében benzinkút épült).

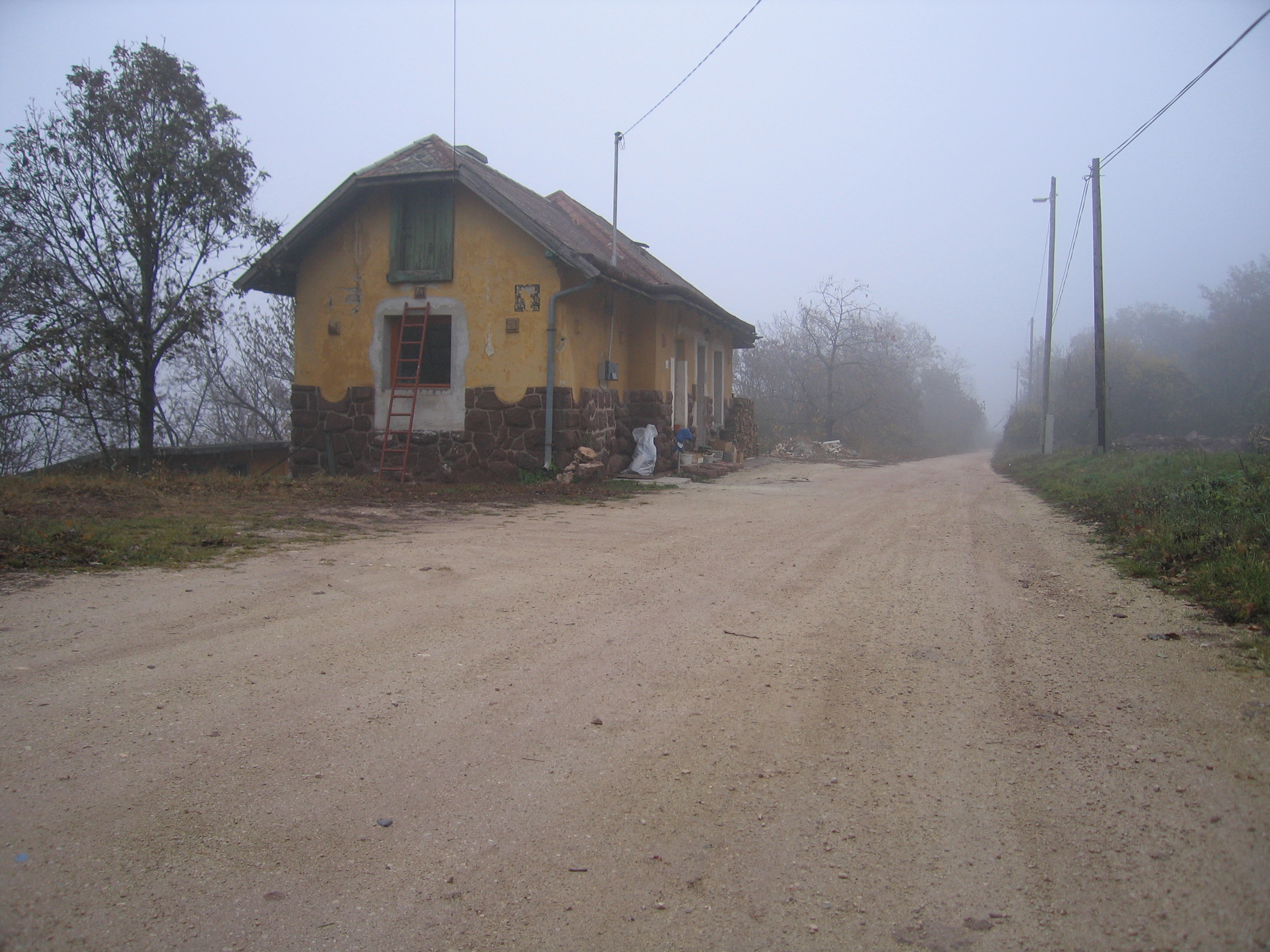
A Balatonalmádiban lévő, régi Remete-völgyi megállóhely felvételi épülete

 A vasút nyomvonalán létesítettek egy emlékművet, melyet a közelmúltban újítottak fel. A Remete-völgyi megállóhely is megtalálható még, bár az épülete jelenleg lakóházként üzemel, de fellelhetőek ott is a vasút emlékei. Végezetül Veszprém állomás épülete úgyszintén megtalálható, melyben a 2010-es években egy vendéglátóipari egység üzemel. A vonal nyomvonala mentén további emlékek őrzik a vasút létét.

## Jövő
A vasút újraépítéséért ma is küzdenek a környékbeliek, s talán, ha a Szentkirályszabadján működő repteret átalakítják polgári repülőtérré, tényleg elkezdik a régi vasút újraépítését, bár más nyomvonalon.

## Képgaléria

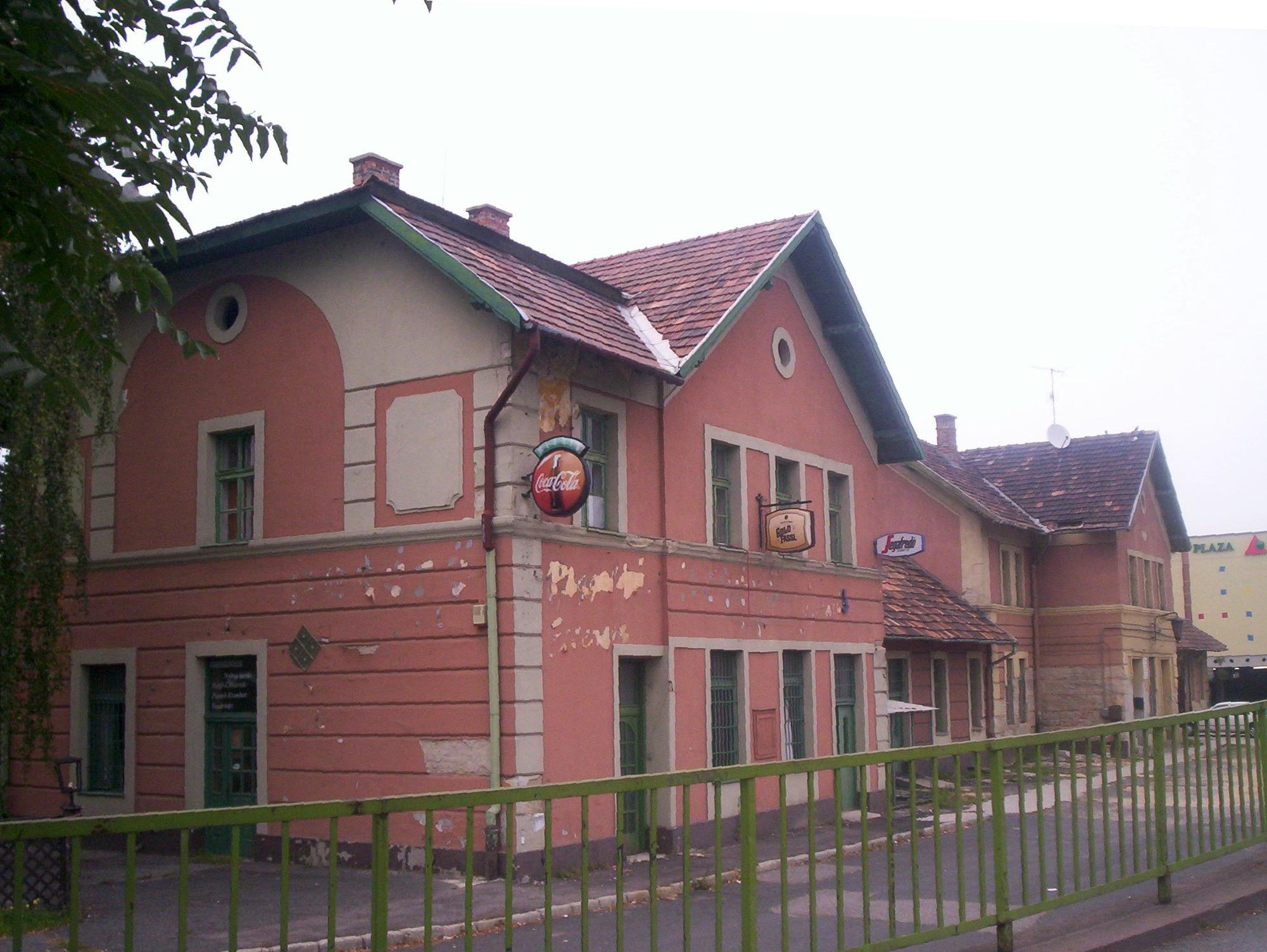
Veszprém régi vasútállomás a Belvároshoz közel, még a felújítás előtt
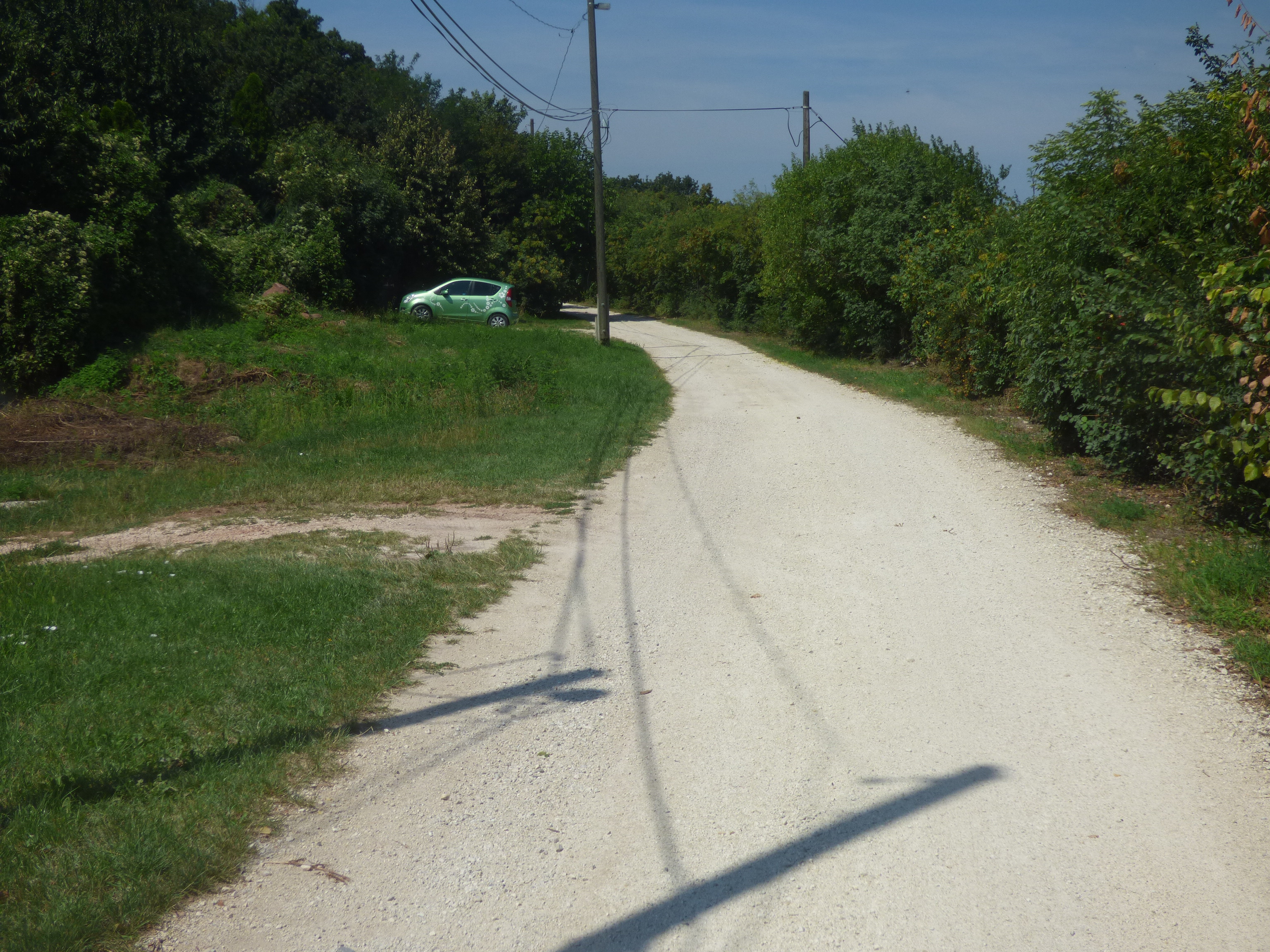
A nyomvonal egy részlete a balatonalmádi Óvári-kilátó közelében (észak felé nézve)
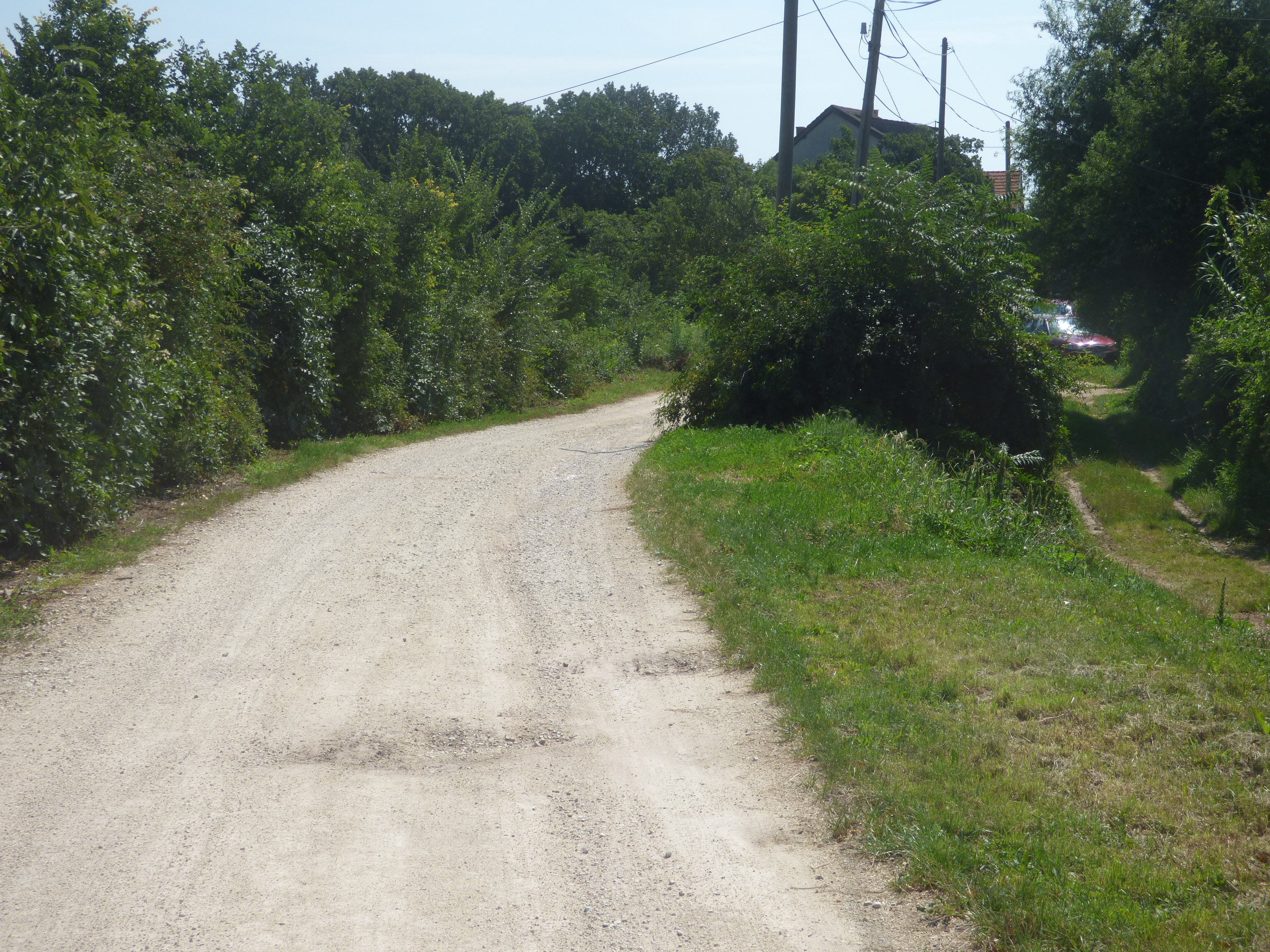
A nyomvonal egy részlete az Óvári-kilátó közelében (dél felé nézve)
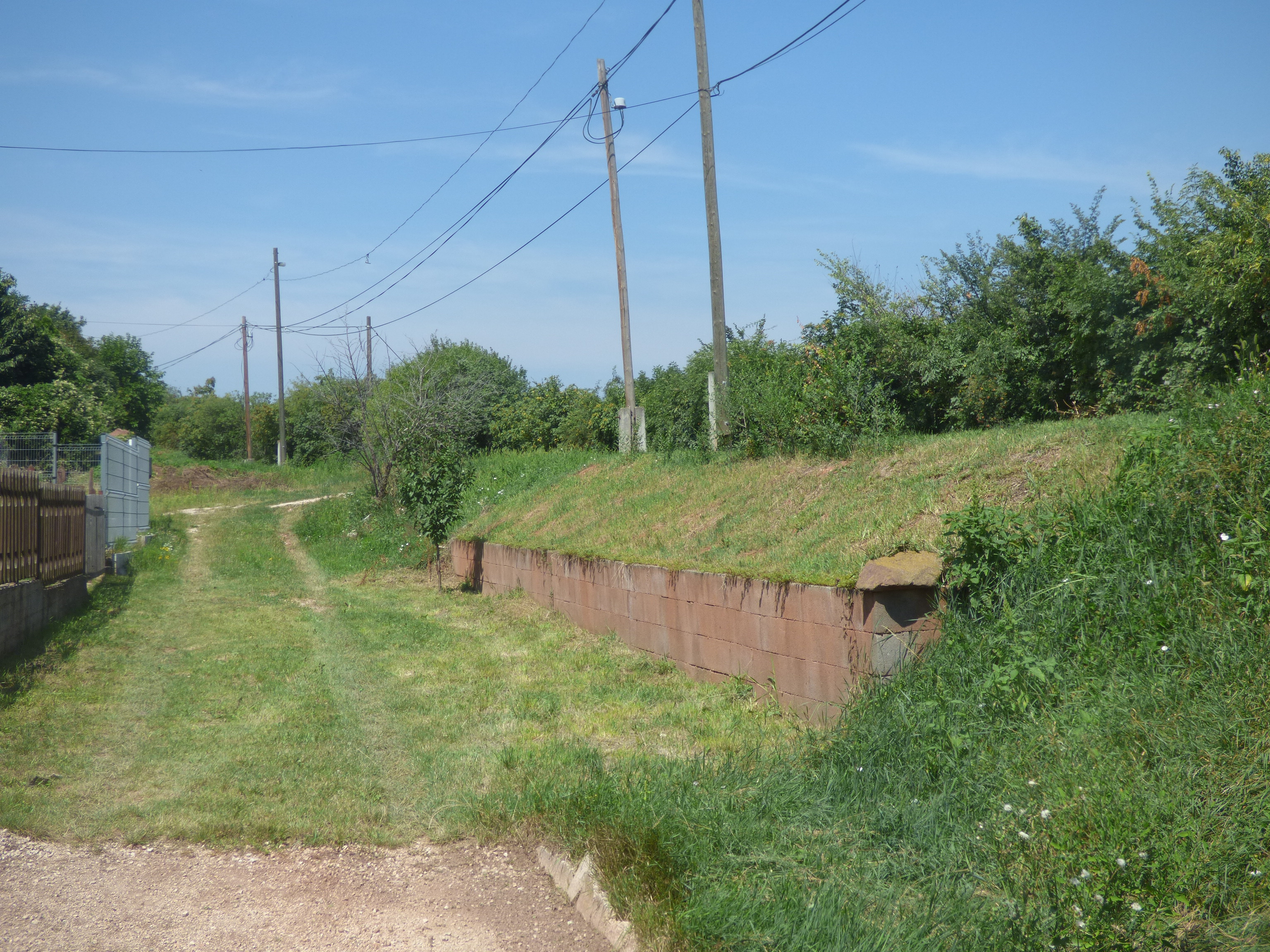
Támfallal is megerősített töltés Balatonalmádiban (észak felé nézve)
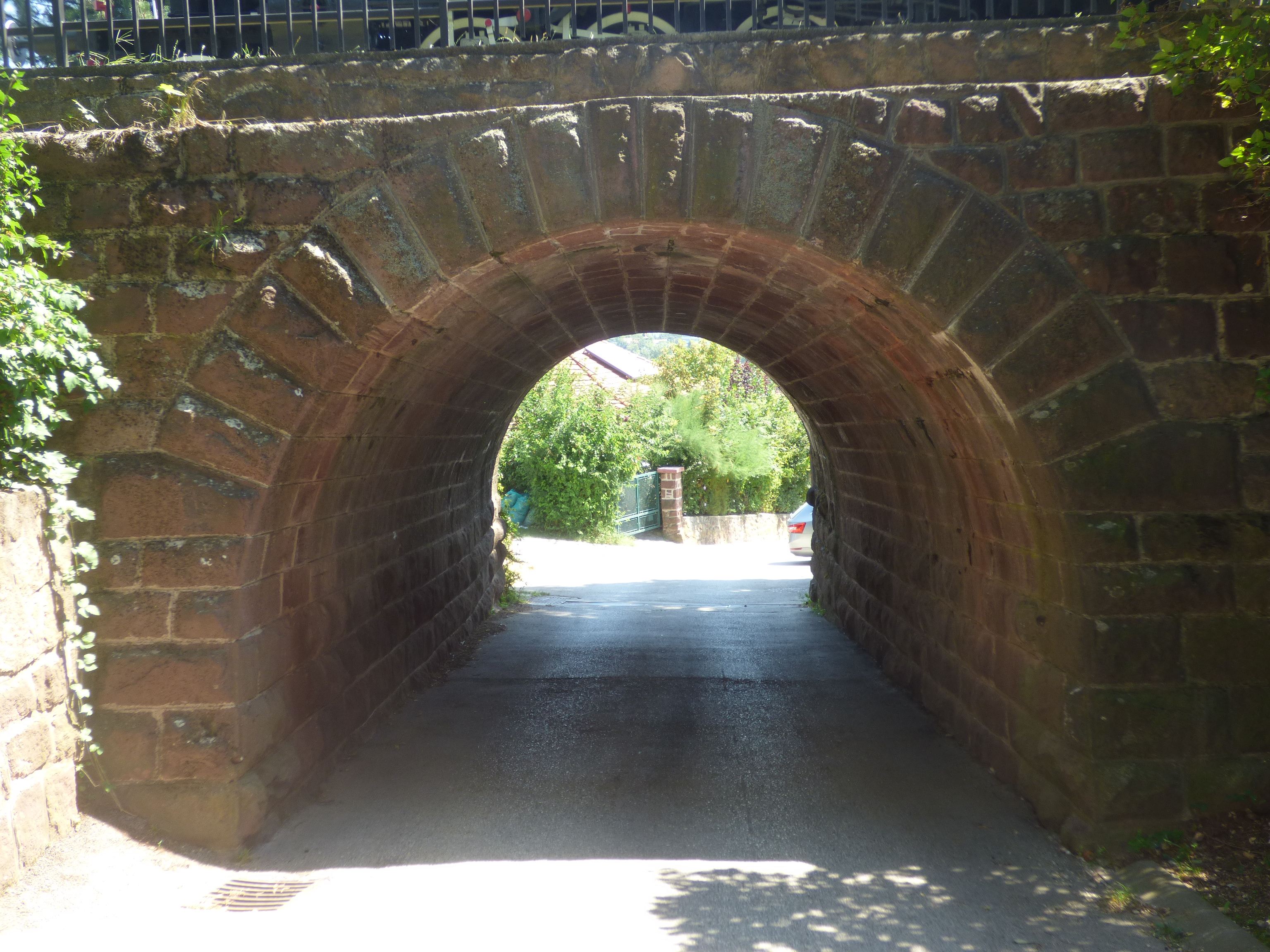
A vasútvonal balatonalmádi kőhídja
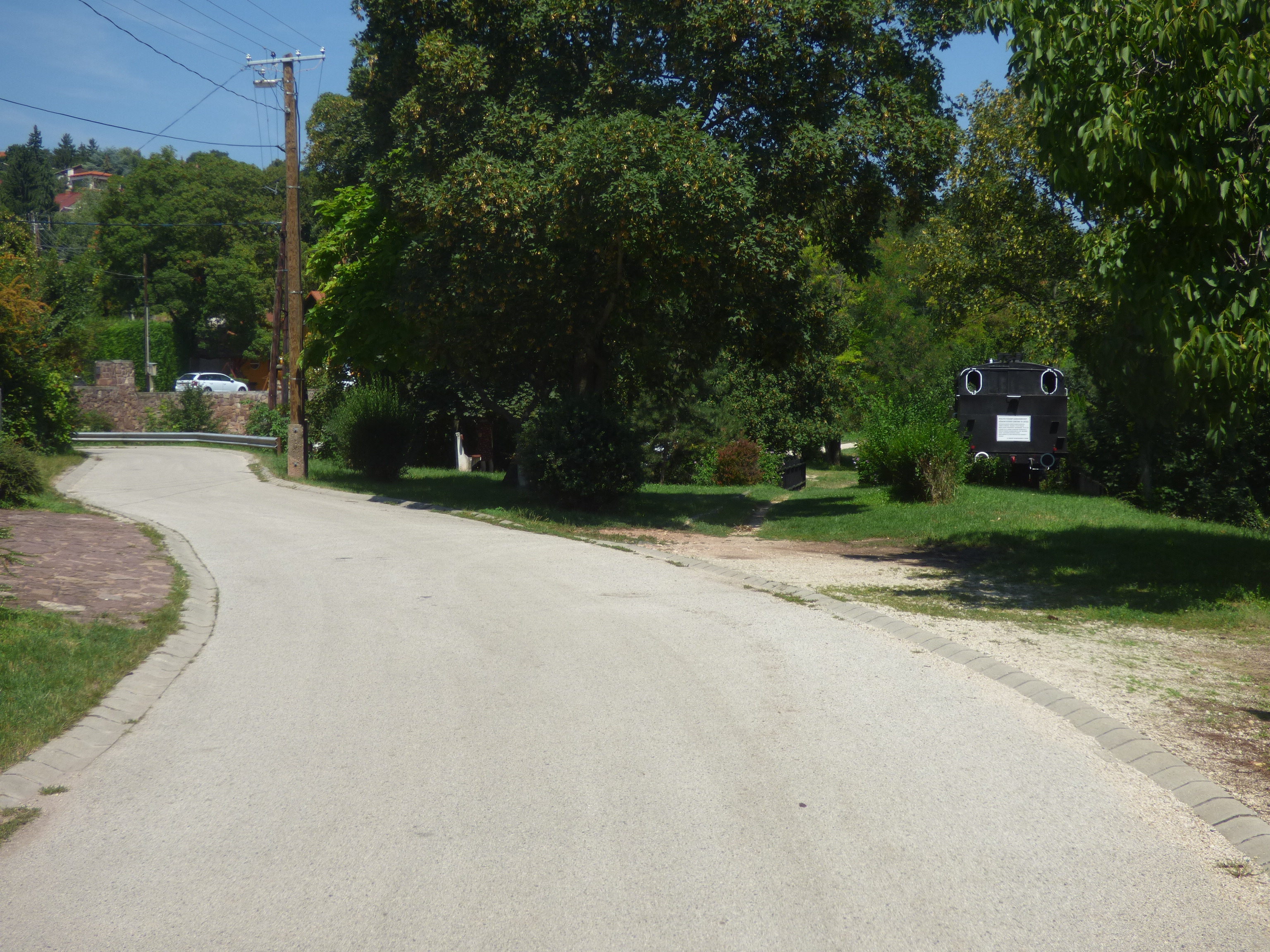
A mai balatonalmádi Töltés utca szinte teljes hosszában az egykori vasút nyomvonalát követi (a kép a kőhíd környékét mutatja nyugat felől)
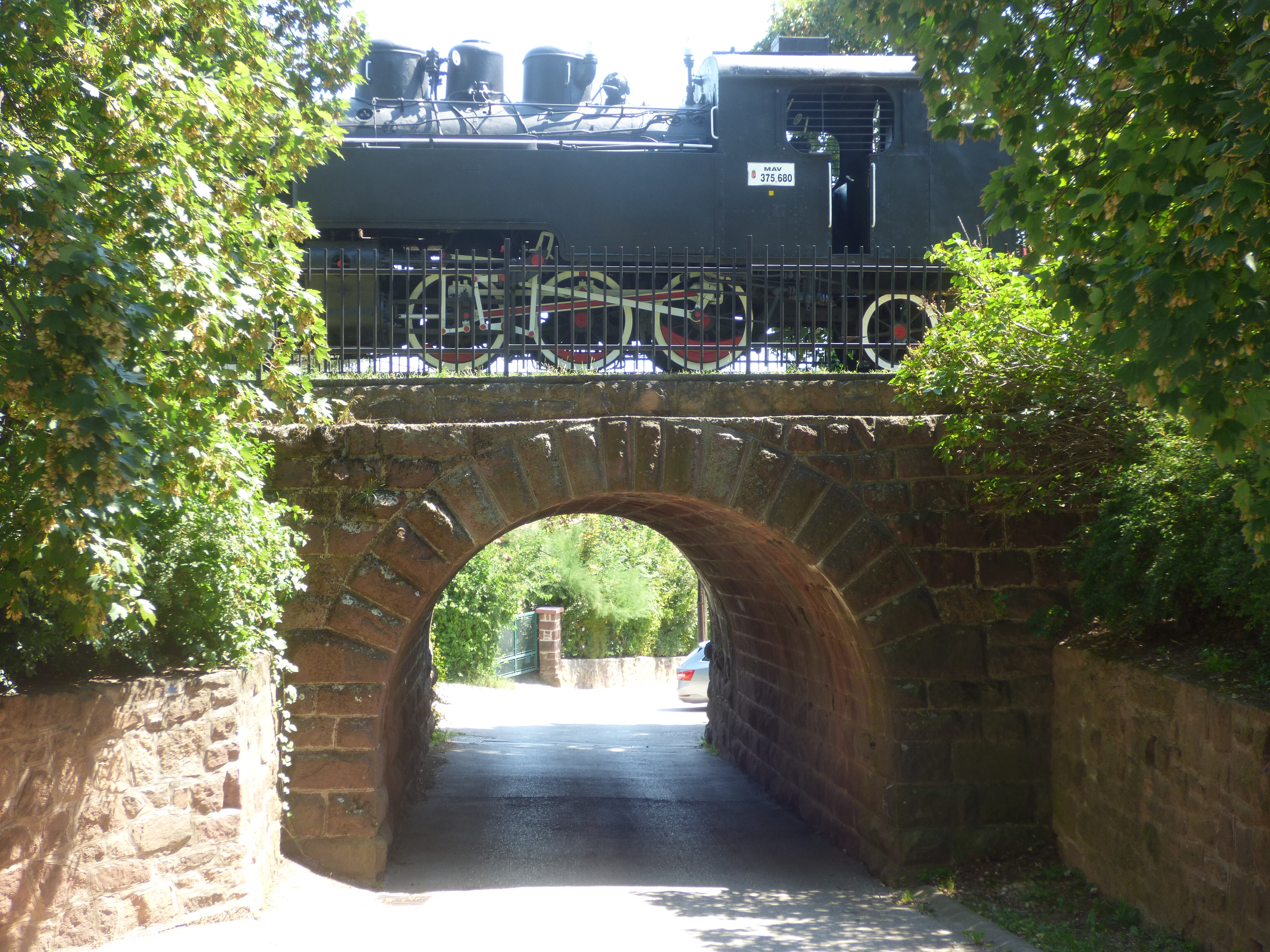
Muzeális mozdony (375.680) az almádi kőhídon
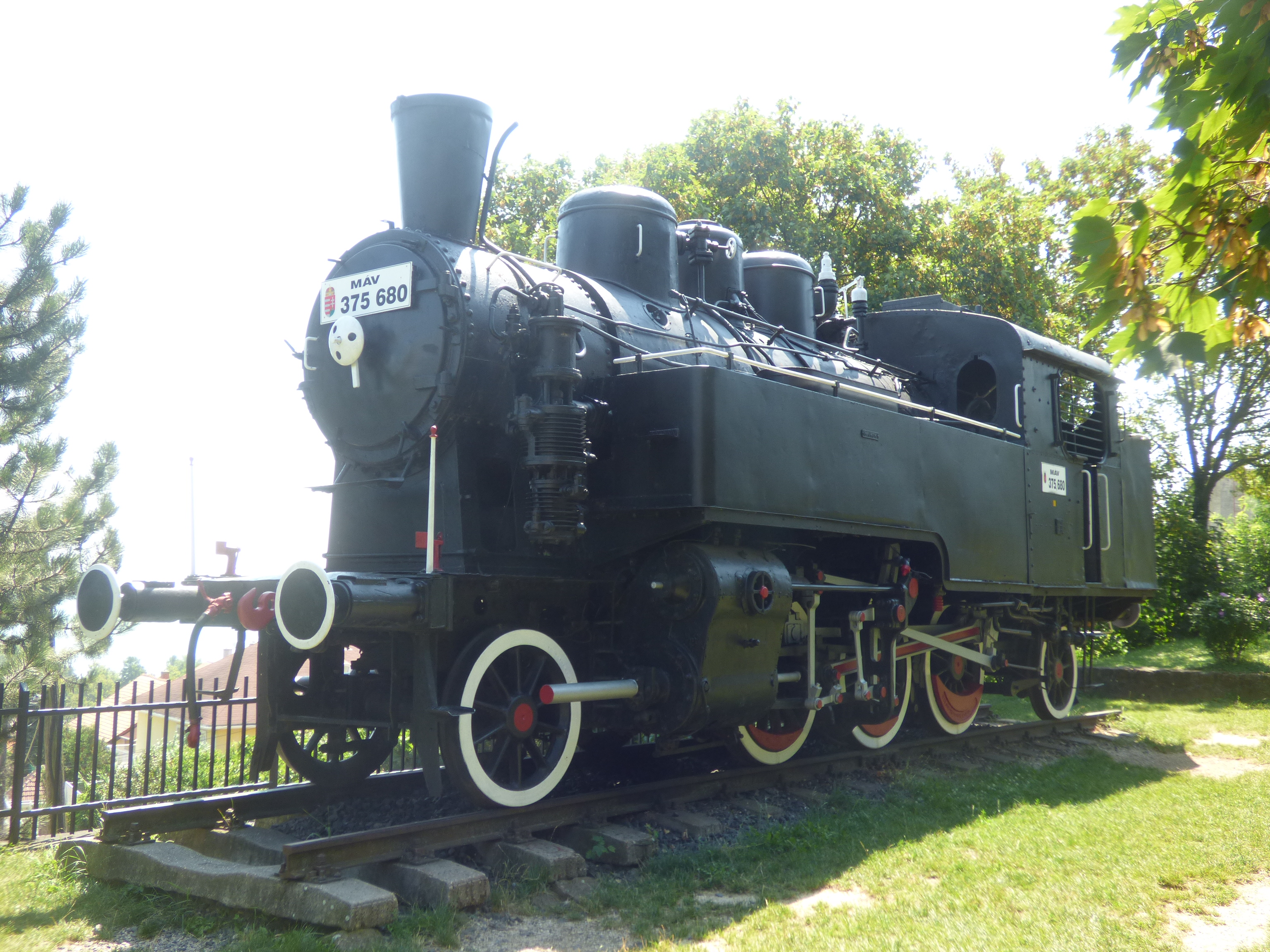
Muzeális mozdony az almádi kőhídon
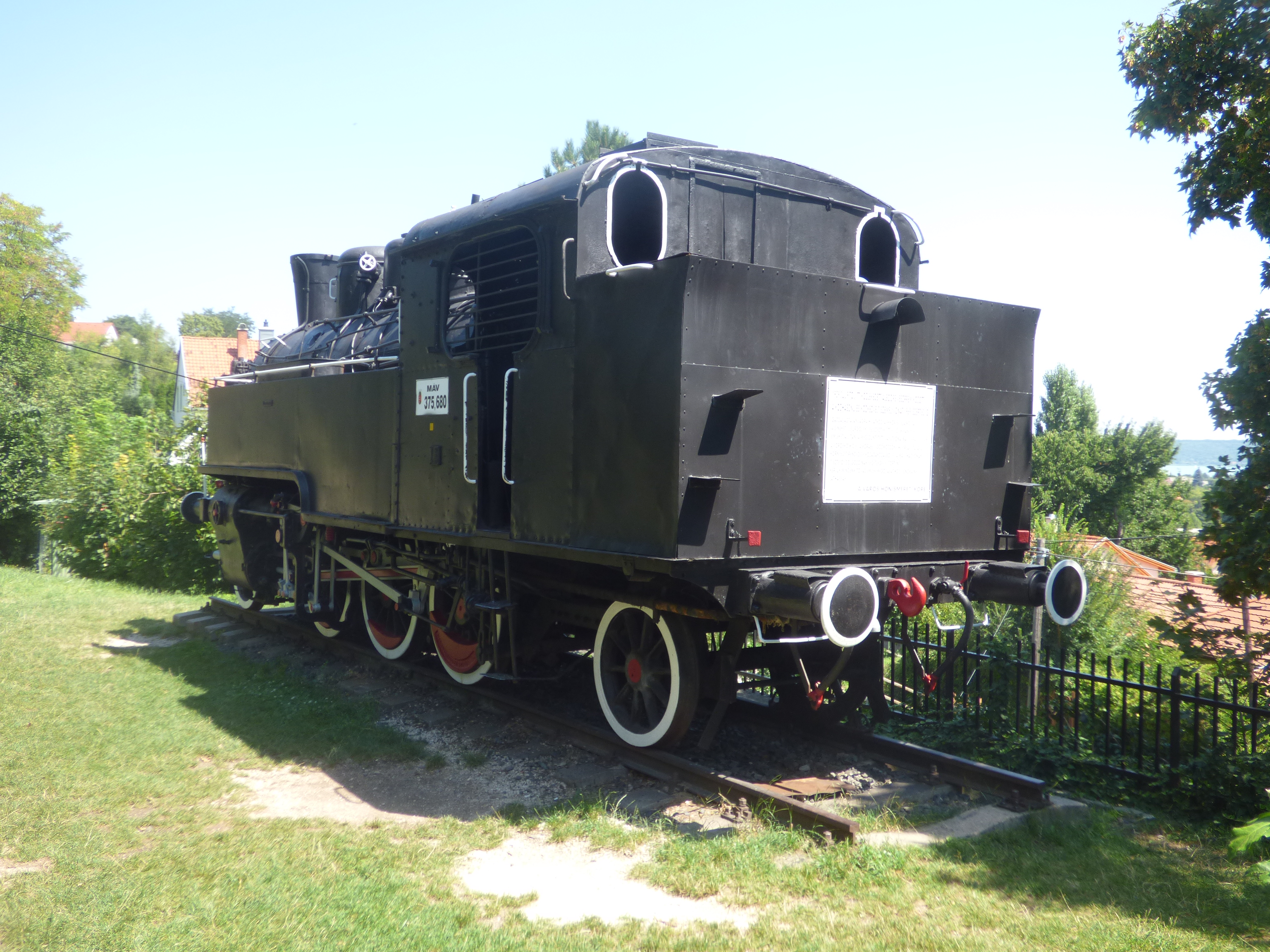
Muzeális mozdony az almádi kőhídon
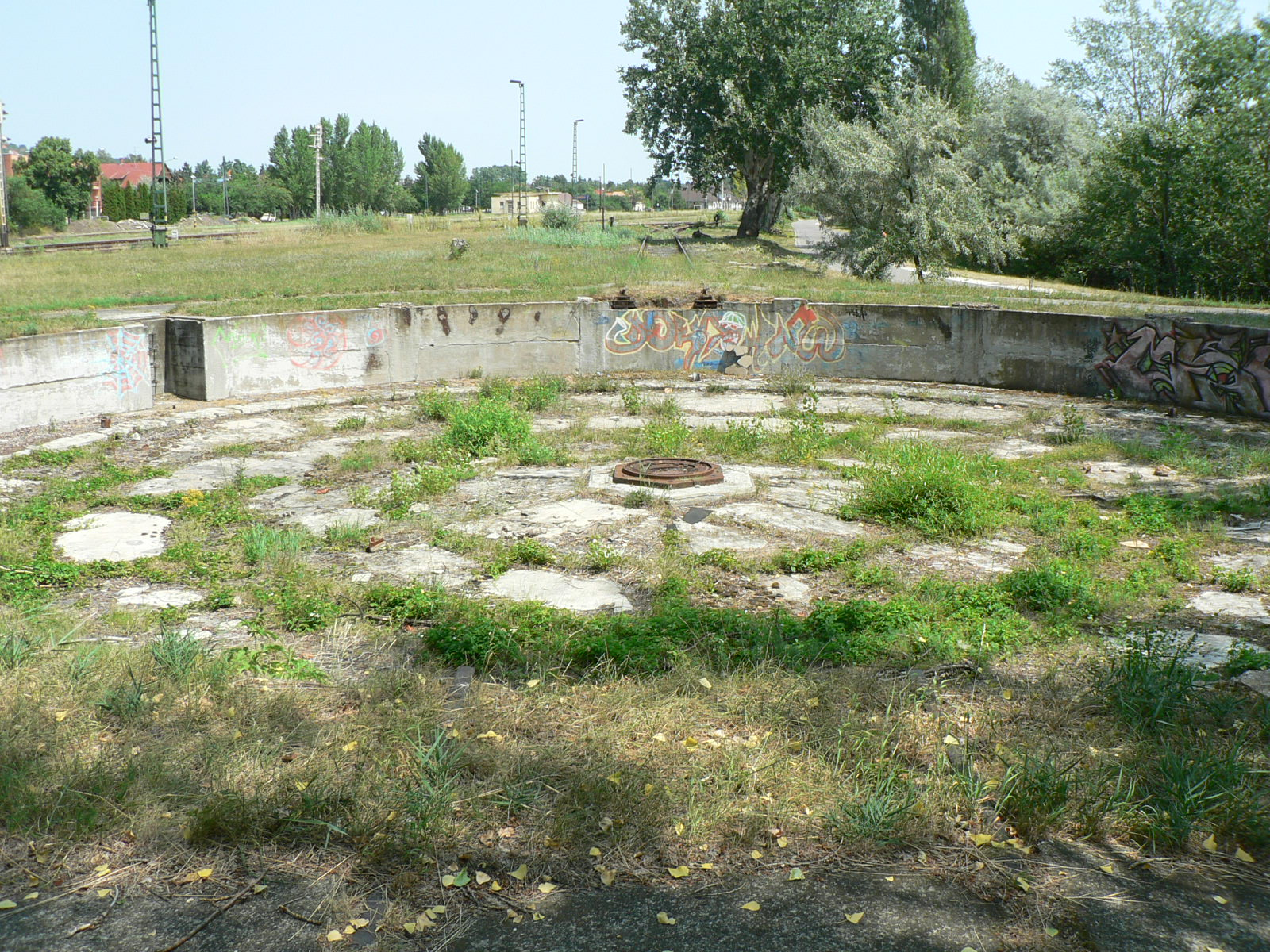
Az egykori alsóörsi fordítókorong medencéje